# Abbaye de Seligenthal
 (février 2016).
Si vous disposez d'ouvrages ou d'articles de référence ou si vous connaissez des sites web de qualité traitant du thème abordé ici, merci de compléter l'article en donnant les références utiles à sa vérifiabilité et en les liant à la section « Notes et références ».
L'abbaye de Seligenthal (littéralement abbaye de la Vallée des Bienheureux) est une abbaye de moniales cisterciennes située dans le diocèse de Ratisbonne à Landshut en Bavière. C'est aujourd'hui l'abbaye cistercienne féminine la plus importante du monde, puisqu'elle regroupe cinquante-trois moniales. Elle a fêté en janvier 2007 le sept cent soixante-quinzième anniversaire de sa fondation.

## Histoire

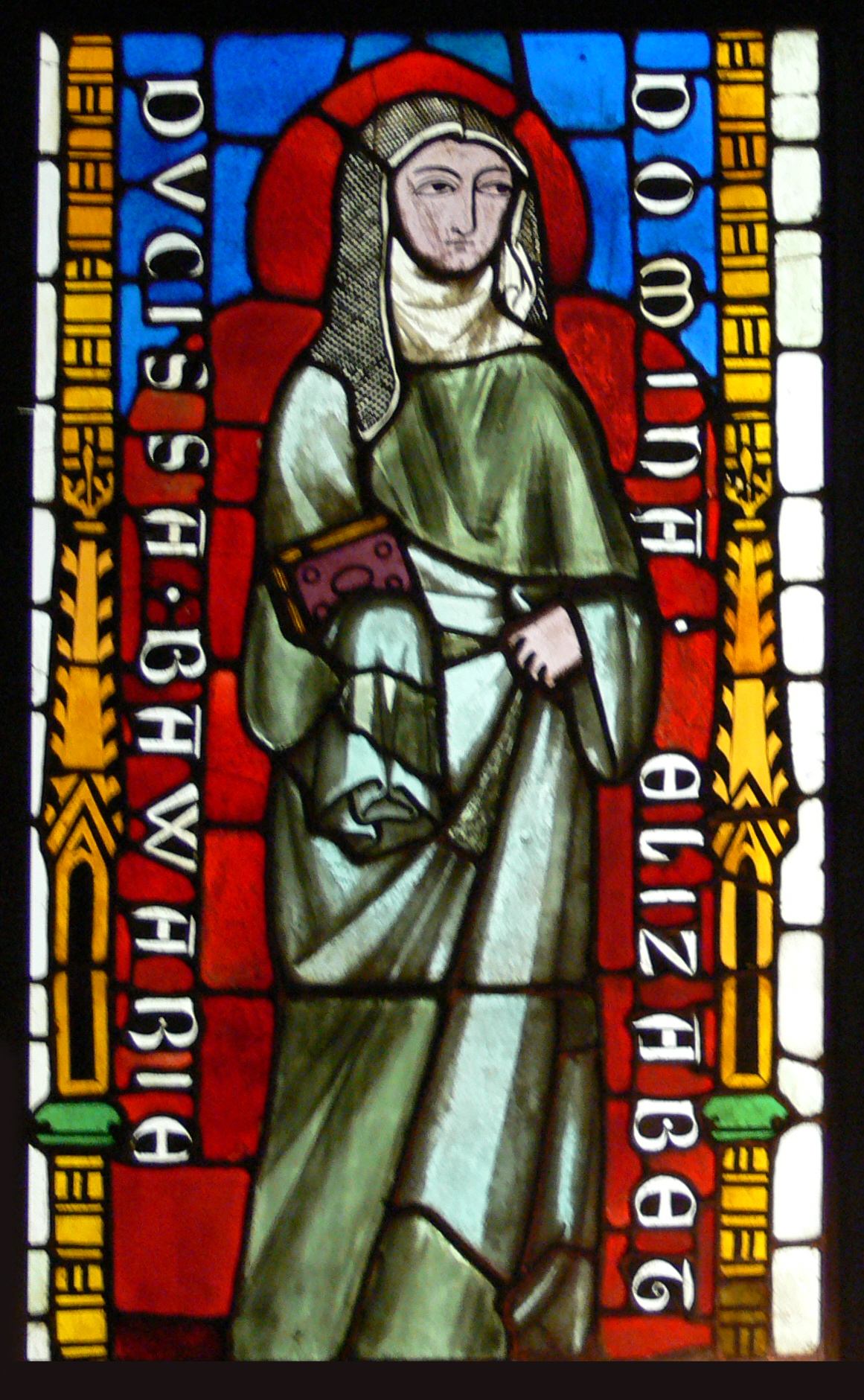
Vitrail représentant Élisabeth de Bavière, fille d'Henri XIII et religieuse à Seligenthal.

L'abbaye a été fondée sous le vocable de Notre-Dame de l'Assomption en 1232 par Ludmilla de Bohême, veuve de Louis Ier, duc de Bavière, fondateur de Landshut. L'église romane est consacrée en 1259 et baroquisée en 1732-1734 par Johann Baptist Gunetzrhainer (de), en particulier le chœur remarquable de l'église abbatiale. Johann Baptist Zimmermann décore l'intérieur et les autels en style rococo. Le duc Louis X de Bavière (1495-1545), ainsi que Georges de Bavière y sont enterrés.
L'abbaye doit se soumettre à l'interdiction de prendre des novices à partir de 1768 et elle est confisquée en 1803 à cause du recès d'Empire. Finalement en 1836, le roi Louis Ier de Bavière rend l'abbaye à l'ordre cistercien. Seligenthal devient un prieuré en 1862 et accède à nouveau au rang d'abbaye en 1925.
Les religieuses fondent d'autres communautés à Waldsassen en 1863, à Marienkron en 1955 dans le Burgenland, un collège à La Paz en Colombie intitulé le Colegio Ave Maria et une communauté en 1999 à Helfta.
L'abbaye de Seligenthal dirige une école de filles, des classes maternelles au secondaire (Gymnasium) (douze classes), ainsi qu'un institut pédagogique. On y enseigne le français, l'anglais, le latin et l'espagnol dans les grandes classes.

## Galerie

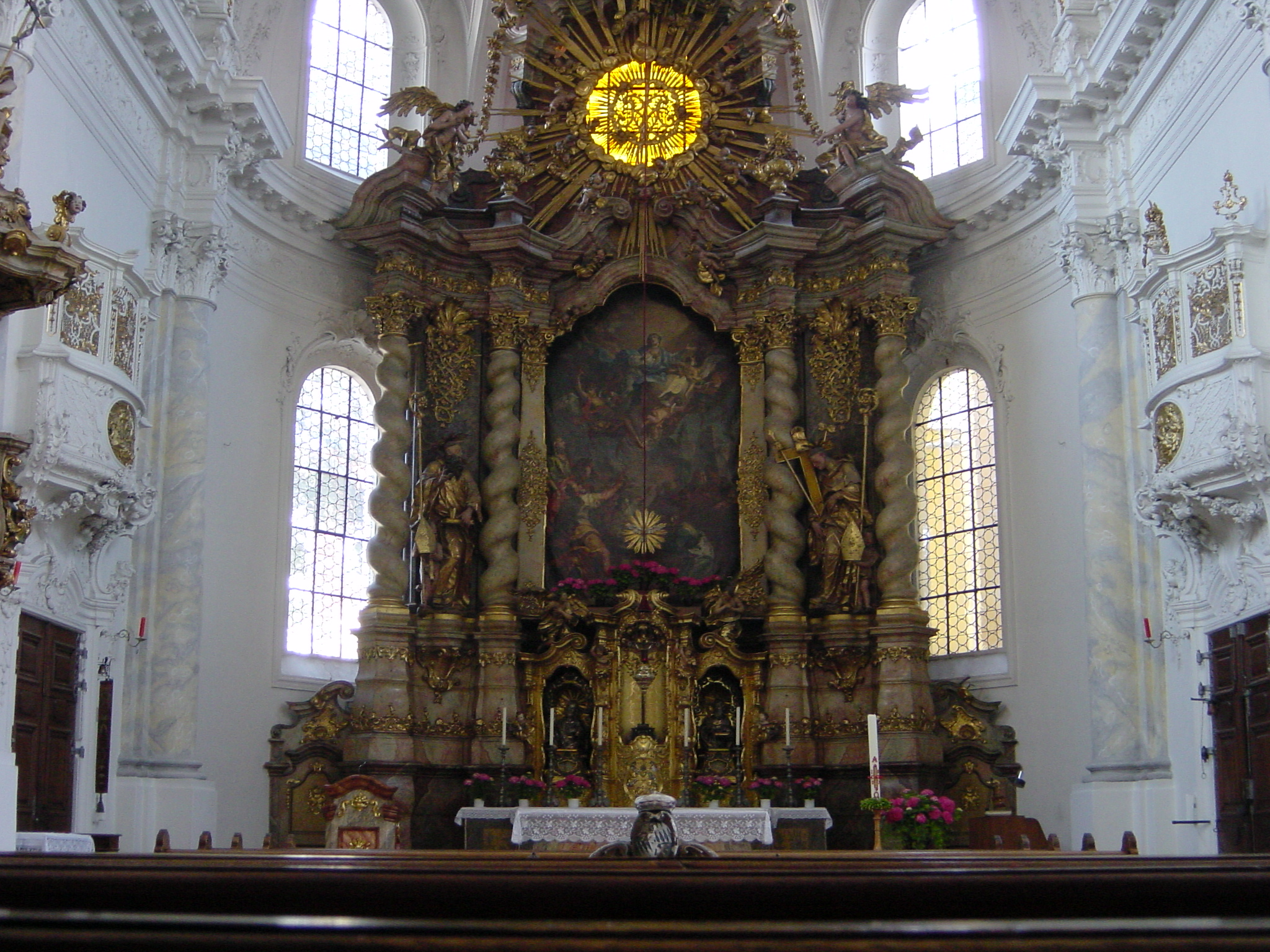
Le maître-autel de l'église de Wenceslaus Jorhan avec l'Assomption de JB Zimmermann.
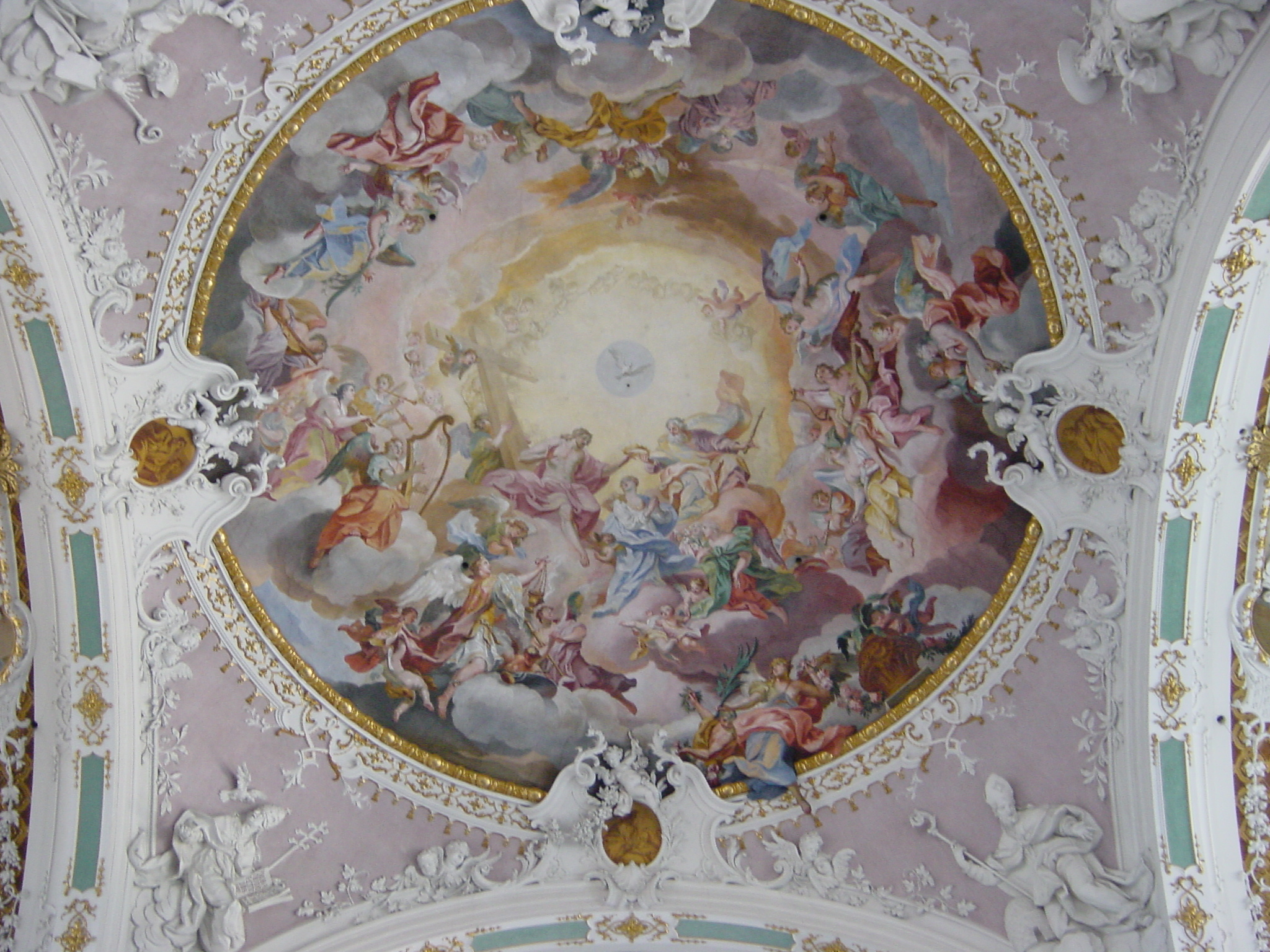
Fresque de l'Assomption par Zimmermann.
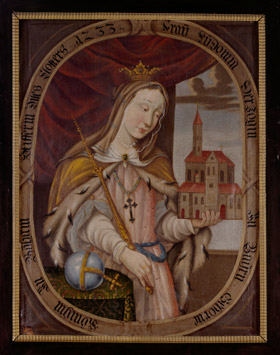
Ludmilla de Bohême et l'abbaye de Seligenthal.

## Source
- (de) Cet article est partiellement ou en totalité issu de l’article de Wikipédia en allemand intitulé « Kloster Seligenthal (Landshut) » (voir la liste des auteurs).